# 단장록
"단장록"은 1964년 공개된 대한민국의 영화이다.

## 배역
- 신영균
- 도금봉
- 태현실
- 김운하
- 최남현
- 장동휘
- 구봉서
- 양훈
- 주증녀
- 황정순
- 이경희
- 최지희
- 독고성